# Patricia Ocampo
Patricia Ocampo (Oberá, 26 de diciembre de 1979) es una activista argentina involucrada en el desarrollo de bibliotecas públicas gratuitas en la provincia de Misiones, en el extremo noreste de Argentina.
Es coordinadora de la ONG Un Sueño para Misiones.
Trabaja para ayudar a personas con capacidades diferentes.

## Proyectos y actividades
En 2010 fundó la organización Un Sueño para Misiones, que asiste a los jóvenes de la provincia de Misiones.
Esta ONG lucha para las comunidades más pequeñas de Misiones tengan acceso a
- agua potable
- cloacas
- mejor alimentación
- educación[5]

Su ONG ha creado varias bibliotecas, con la ayuda solidaria de particulares y la asistencia de los diversos municipios en donde se inauguraron los centro de lectura.
Es uno de los editores de la revista Un Sueño para Misiones y de El Vínculo Natural.
En septiembre de 2012 organizó en Buenos Aires un recital acústico solidario ―la entrada era la entrega de un libro para sus bibliotecas― con el cantante rosarino Cristian Amado en el centro cultural Carlos Gardel.
Un Sueño para Misiones ha asistido a los equipos médicos del programa «Misiones te Cuida» ―del Ministerio de Salud de la provincia de Misiones― cuando se presentan en Oberá. Desde su creación, el programa «Misiones te Cuida» realiza jornadas de atención médica en lugares inaccesibles de la provincia, con clínica médica, vacunaciones, presión arterial, colectas de sangre, laboratorio, y tres camiones móviles: de odontología, oftalmología y cuidados maternoinfantiles.
Durante la carrera que se desarrolló en el Autódromo de la ciudad de Buenos Aires del 21 al 23 de septiembre de 2012 ―invitados por el piloto Alejandro Leguizamón y otros corredores de la Top Race― recaudaron libros para crear la biblioteca Guido Falaschi. Recibió ese nombre en memoria del joven piloto de la categoría Top Race V6, nacido en Las Parejas, provincia de Santa Fe y fallecido en un accidente automovilístico en el autódromo de la ciudad bonaerense de Balcarce.

## Bibliotecas creadas
1. En barrio 180 Viviendas (en la ciudad de Oberá)
2. Guaraní,[13]
3. Los Helechos,
4. San Martín (Misiones),
5. Colonia Victoria,[14]
6. Puerto Libertad,
7. Puerto Leoni,[15]
8. Biblioteca «Guido Falaschi» en la Escuela 929 de Colonia Delicia[3]
9. en la Escuela 746 de Puerto Iguazú (7 de septiembre de 2012),[10]
10. Caraguataí (27 de octubre de 2012)[9]
11. barrio Villa Torneaus (en Oberá),[6]
12. en la Escuela N.º 246 «María Elsa Oberschelp» del paraje rural El Veintiséis, cerca de Santo Pipó (21 de diciembre de 2012).[7]
13. Biblioteca municipal de El Alcázar (16 de marzo de 2013),[16][17]
14. Paraje Parejha, en Colonia Victoria (17 de abril de 2013).[18]

## Programa «Incluir»
El 3 de abril de 2012, la ONG Un Sueño para Misiones ―coordinado por Patricia Ocampo― fundó el programa de ayuda social Incluir ―apoyado entre otros por Oscar Herrera, ministro de Salud de la provincia de Misiones―, para donar sillas de ruedas y elementos ortopédicos.
El programa Incluir tiene como objetivo inspirar a todas las personas a ser voluntarios y apoyar a sus comunidades, y específicamente coordina a las celebridades y a los políticos que desean involucrarse en causas benéficas.